# 紅月亮
《紅月亮》是倪匡筆下科幻小說衛斯理系列之一，是一個頗有八零年代風格的故事。描述欲侵略地球的外星人被兩個人合力擊退的故事。在衛斯理系列中，欲侵略地球的外星人並不多見，因為作者認為外星人一般不會侵略地球。

## 故事大綱

### 西班牙小鎮的紅月亮
在西班牙南部一個小鎮上，幾乎所有人同時見到天上出現紅色的月亮。美國異種情報處理局的副局長巴圖，邀請在夏威夷認識的衛斯理前往西班牙共同展開調查此事。兩人在到達西班牙旅店後，遇見鎮上的大胖子警長史萬。衛斯理發現史萬警長存心找碴。因為住在旅社同一房間，衛斯理認識了美國記者保爾，從他的口中，衛斯理發現巴圖七天前就來到鎮上的旅館住宿，兩人不約而同地前往海邊岩洞調查。

### 海邊巖洞中的秘密
衛斯理在濱海邊的小吃店中遇見了一個胖婦人請他喝啤酒，卻伺機將他從後頸用重手法打昏。兩人同時遇襲，他們也都被胖婦人襲擊，所不同的是，巴圖失去了七天的記憶，而衛斯理則失去了一天。衛斯理要保爾作餌，同時發現桌子會移動，當桌子昇到屋頂後，上面的人就會消失在強光中，被他們救出的保爾醒來後拒絕再玩而離去。

### 失去的日子
小吃店的胖女人原來是兇惡罪犯，汎美女子摔角冠軍「重擊手」普娜。紅月亮原來是8個外星人的把戲。他們有一些重要的裝備需要運來地球，但是又不能被人看到，所以他們運用了一種可見光的射線壟罩小鎮上空。使人看不到有龐然大物自天而降，但這種光卻使人類視網膜細胞中的紅色感光細胞變得反應敏感，以致使月亮的銀白色反光中，波長最長且頻率最低的紅光，異常突出，以致造成了集體幻覺，於是所有人看到了紅月亮。

### 白衣人的陰謀
兩人趁夜入侵白衣人的基地卻被逮捕。幸而衛斯理後來藉著有保護作用的假髮，而倖免失去記憶，然而巴圖就沒有這麼幸運。他失去了來到西班牙之後關於白衣人的所有記憶。白衣人計畫移民地球，因此在巖洞中建立前進基地。為了征服地球，他們決定消滅人類。這些在白衣保護下的外星人將一切具有有關紅月亮記憶的人的部份記憶進行清除，包括衛斯理及其好友巴圖的部份記憶進行清除。於是衛斯理他們展開一場奪回記憶的行動挑戰。

### 奪回失去的記憶
兩人趁夜入侵白衣人的基地卻被逮捕。幸而衛斯理後來藉著有保護作用的假髮，而倖免失去記憶，然而巴圖就沒有這麼幸運。他失去了來到西班牙之後關於白衣人的所有記憶。並且要求指揮下的炮艦攻打白衣人的基地。衛斯理則是在夏威夷毆打中東國王，而被逮捕送入瘋人院。檢查後發現腦部白質腦膜上有一個結痂。白素來看他。並告知一種針對腦部白質腦膜的雷射手術可以消除結痂。為了奪回失去的記憶。衛斯理決定進行雷射手術。

### 希臘女船王
恢復記憶後，衛斯理趁亂著裝，逃出瘋人院，在公路上攔車卻遇見希臘女船王密蓓拉巴昂。繼而獲得了巴圖女友-希臘女船王蜜貝拉·巴昂的支持。密蓓拉手上握有希臘三分之一的船隻。更有權利調動軍隊。然而衛斯理卻因為嘴快惹惱了她，令她拂袖而去。恢復記憶後的兩人，再度入侵白衣人的基地。並綁架了一個白衣人做為人質。於是雙方在岩礁上展開談判。

### 細菌戰
衛斯理及巴圖誘使外星人帶他們參觀他們在海底巖洞中的工作基地，外星人高調敘述及誇耀他們的技術。巴圖和衛斯理最後利用一隻老鼠。裝上他們的太空船。飛船利用宇宙震盪。飛返外星人本土星球，因老鼠身上帶有該星球絕跡多時的細菌，利用老鼠身上的細菌令該星球人口減少了五分之三，結果外星人放棄了侵佔地球，並對地球人的卑劣感到失望。然而地球卻保住了。

## 批評
- 在衛斯理系列中，另外還有《迷藏》、《沈船》、《紅月亮》這幾個故事，也都是以西班牙為背景。
- 《紅月亮》是以西班牙為背景的故事之一，故事中對西班牙的魔幻風格頗多著墨，並且以消除記憶和主角奪回失去的記憶為主題。將西班牙的魔幻風格發揮的淋漓盡致。
- 新版中刪除了四十頁，包括衛斯理第三次失憶的全部經歷。包含衛斯理在西班牙農莊上接受雷射手術，著精神病人服裝逃出瘋人院，在公路上攔車卻遇見希臘女船王密蓓拉巴昂的情節。據說是一開始製作袖珍版時，內容無法容納太多頁而刪除的。希望再版能補回來。

| 前任者： 031 原子空間 | 衛斯理系列（按編號） 032                              | 繼任者： 033 鬼子、環 |
| 前任者： 不死藥       | 衛斯理系列（按連載時序） 1967年8月1日至1967年11月15日 | 繼任者： 換頭記       |